# Liste des évêques de Mamfé
La liste des évêques de Mamfé recense les noms des évêques qui se sont succédé sur le siège épiscopal de Mamfé au Cameroun depuis la création du diocèse de Mamfé (Dioecesis Mamfensis) le 9 février 1999 par détachement de celui de Buéa.

## Sont évêques
- 9 février 1999 - 25 janvier 2014: Francis Teke Lysinge
- 25 janvier 2014 - 30 décembre 2019 : Andrew Nkea Fuanya, auparavant l'évêque coadjuteur du diocèse, il est nommé ensuite archevêque de Bamenda

### Sources
- (en) Fiche du diocèse sur catholic-hierarchy.org